# Wrigley (Tennessee)
Wrigley – jednostka osadnicza w Stanach Zjednoczonych, w stanie Tennessee, w hrabstwie Hickman.